# Marije Brummel
Marije Brummel (Zwolle, 19 maart 1985) is een Nederlandse voormalig voetbalster en sinds 2024 hoofdtrainer bij Jong Excelsior (beloften) en assistent-trainer bij Excelsior vrouwen in de Eredivisie. 

## Clubcarrière
Brummel begon haar carrière bij SC Klarenbeek dat toen uit kwam in de eerste klasse. In het eerste jaar werd ze direct kampioen, waardoor ze met haar club promoveerde naar de hoofdklasse. In haar derde jaar degradeerde ze met Klaarenbeek weer naar de eerste klasse. In totaal speelde Brummel vier jaar voor de club.
In het seizoen 2004/2005 maakte ze de overstap naar SV Saestum. In het eerste seizoen bij haar nieuwe club had ze direct een grote tegenslag te verwerken, ze scheurde namelijk haar kruisband van haar linkerknie. Wel werd ze dat seizoen en het daaropvolgende kampioen van Nederland.
Na nog een jaartje voor Be Quick '28 uit haar geboorteplaats Zwolle te zijn uitgekomen ruilde ze in de zomer van 2007 haar toenmalige club in voor FC Twente om mee te doen aan de nieuw opgerichte Eredivisie voor vrouwen. Ook bij FC Twente zou ze maar een jaar spelen. Op 20 mei 2008 werd bekend dat ze met ingang van seizoen 2008/09 voor sc Heerenveen zal uitkomen. Op 24 mei 2008 won ze nog wel de KNVB beker met FC Twente. Bij de Friezen kwam Brummel in vier seizoenen tot 71 competitieduels en scoorde daarin tweemaal. In de zomer van 2012 stapte ze over naar PSV/FC Eindhoven. Tijdens een interland tegen Engeland in juni 2012 overstrekte Brummel haar knie. Nader onderzoek wees uit dat ze schade opliep aan haar voorste kruisband, waardoor ze enige tijd uit de roulatie is. Na één seizoen in Eindhoven gaat zij terug naar haar geboorteplaats om te spelen voor PEC Zwolle. Vanaf het seizoen 2014/15 komt ze uit voor Apollon Limassol uit Cyprus. De club is de afgelopen 6 seizoenen kampioen geworden.
In december 2020 maakte ze bekend te stoppen met voetballen. Ze gaat verder als trainer bij het vrouwenteam van Fana IL.

## Interlandcarrière
Op 21 februari 2007 maakte ze haar debuut voor het Nederlands vrouwenvoetbalelftal in de met 2-0 gewonnen wedstrijd tegen Italië. In de zomer van 2009 nam Brummel deel met het Nederlands elftal aan het EK. Ze kwam op het toernooi waar Nederland de halve finales bereikte echter niet in actie.

### Internationale doelpunten
|   | Datum           | Stadion                                      | Tegenstander | Score | Resultaat | Competitie     |
| 1 | 8 augustus 2009 | Koning Willem II Stadion, Tilburg, Nederland | Polen        | 2-0   | 2-0       | Oefeninterland |

## Statistieken
| Seizoen                     | Club                | Land      | Competitie              | Wedstrijden | Doelpunten |
| --------------------------- | ------------------- | --------- | ----------------------- | ----------- | ---------- |
| 2000/01                     | SC Klarenbeek       | Nederland | Eerste klasse           | -           | -          |
| 2001/02                     | SC Klarenbeek       | Nederland | Hoofdklasse             | -           | -          |
| 2002/03                     | SC Klarenbeek       | Nederland | Hoofdklasse             | -           | -          |
| 2003/04                     | SC Klarenbeek       | Nederland | Eerste Klasse           | -           | -          |
| 2004/05                     | SV Saestum          | Nederland | Hoofdklasse             | -           | -          |
| 2005/06                     | SV Saestum          | Nederland | Hoofdklasse             | -           | -          |
| 2006/07                     | Be Quick '28        | Nederland | Hoofdklasse             | -           | -          |
| 2007/08                     | FC Twente           | Nederland | Eredivisie              | 20          | 1          |
| 2008/09                     | sc Heerenveen       | Nederland | Eredivisie              | 24          | 0          |
| 2009/10                     | sc Heerenveen       | Nederland | Eredivisie              | 20          | 1          |
| 2010/11                     | sc Heerenveen       | Nederland | Eredivisie              | 21          | 0          |
| 2011/12                     | sc Heerenveen       | Nederland | Eredivisie              | 16          | 1          |
| 2012/13                     | PSV/FC Eindhoven    | Nederland | BeNe League Orange      | 0           | 0          |
| 2012/13                     | PSV/FC Eindhoven    | Nederland | Women's BeNe League A   | 9           | 0          |
| 2013/14                     | PEC Zwolle          | Nederland | Women's BeNe League     | 27          | 5          |
| 2014/15                     | Apollon Limassol    | Cyprus    | A Divizion              | –           | –          |
| 2015/16                     | Bristol Academy WFC | Engeland  | FA Women's Super League | 0           | 0          |
| Totaal                      | Totaal              | Totaal    | Totaal                  | 137         | 8          |
| Bijgewerkt tot 12 juli 2015 |                     |           |                         |             |            |

## Erelijst

### MetSC Klarenbeek
| Nationaal     |    |         |
| Eerste klasse | 1x | 2000/01 |

### MetSV Saestum
| Nationaal     |    |                  |
| Landskampioen | 2x | 2004/05, 2005/06 |

### MetFC Twente
| Nationaal          |    |         |
| Winnaar KNVB beker | 1x | 2007/08 |